# جنگ‌های مهردادی
جنگ‌های مهردادی به مجموعهٔ سه جنگ میان جمهوری روم و پادشاهی پنتوس در سدهٔ یکم پیش از میلاد گفته می‌شود. نام این جنگ‌ها از روی نام مهرداد ششم پادشاه آن زمان پنتوس وام گرفته شده‌است.
از سال ۸۷ تا ۸۶ پیش از میلاد جنگ‌های مهردادی آغاز می‌شود و مهرداد ششم پنتوس به وسیله رومیان از یونان و دیگر نقاط اروپا عقب رانده می‌شود.
- در نخستین جنگ مهردادی؛ که از ۸۸ تا ۸۴ پیش از میلاد به درازاکشید؛ در این جنگ لوسیوس کورنلیوس سولا، لوسیوس والریوس فلاکوس و گایوس فلاویوس فیمبریا فرماندهی لژیونرهای رومی را بر عهده داشتند. برجسته‌ترین نبردهای این جنگ یکی نبرد کرونه و دیگری نبرد ارکومن بود. سرانجام این جنگ با پیروزی روم و عقد پیمان داردانوس به پایان رسید.
- دومین جنگ مهردادی در ۸۳ پیش از میلاد رخ داد و فرماندهی سپاهیان روم را در آن لوسیوس لیسینیوس مورنا برعهده داشت. جنگ با نتیجه غیر قطعی و عقب‌نشینی رومیان به پایان رسید.
- سومین جنگ مهردادی میان سال‌های ۷۵ تا ۶۳ پیش از میلاد درگرفت. نخست لوکولوس و سپس پومپه فرماندهی رومیان را بر عهده داشتند. سرانجام جنگ با پیروزی روم و خودکشی مهرداد ششم به پایان رسید.

نتیجه این جنگ‌ها نابودی پادشاهی پنتوس و تحکیم موقعیت روم در آناتولی بود.